# انتشار الموجات

انتشار الموجات هو الظاهرة الفيزيائية التي تؤدي إلى تطور وانتشار موجة ما على مسافة متوسطة، أو بعض من حركة الجسيمات في الفضاء و الزمن.
بالنظر إلى اتجاه انتشار الموجة في الفضاء، يمكننا أن نميز بين نوعين من الموجات:
- موجات طولية،
- موجات عرضية.

المقدار الرئيسي الذي يميز انتشار الموجات هو السرعة، أي سرعة انتشار الموجة في وسط معين. في بعض الحالات، يلعب الخمود دوراً، على سبيل المثال في الانتشار عبر مسافات طويلة. 

## ظروف الانتشار
تحتاج بعض أنواع الموجات إلى وسط مادي للانتشار. على سبيل المثال، لا ينتشر الصوت في الفراغ.
لا يؤدي انتشار الموجات إلى انتقال المادة التي تكون الوسط على نطاق واسع، بل يؤدي إلى تذبذبها أو تغير خصائصها. بالنسبة للموجات الميكانيكية فهي عبارة عن انتقال لزخم الحركة وليس للمادة.

## سرعة الانتشار
تتوافق سرعة انتشار الموجة مع سرعة الانتقال الخاص بها.  بالنسبة للموجة أحادية اللون، فإنها ترتبط بطول الموجة λ، والتردد f و الفترة الزمنية T  تعرف بالمعادلات التالية:
{\displaystyle v=\lambda \ f={\frac {\lambda }{T}}.}

## معادلة الموجة
يمكن أن تكون المعادلة التفاضلية التي تصمم موجة ما أكثر أو أقل تعقيدًا تبعاً لحجم المساحة المعتبرة وطبيعة الوسط (متوحد الخواص، متجانس) الذي تتحرك فيه. قد تتدخل مصطلحات أخرى في المعادلة لتعكس ظواهر أخرى (على سبيل المثال ، التبذذ، لزوجة السائل، مفعول جول في موصل،.... الخ). يمكن أن يكون الحل عبارة عن دالة قياسية، ولكن أيضا الشعاع الرياضي، الموتر أو سبينور.

### البعد
يمكن تشكيل ظاهرة انتشار الموجات بواسطة معادلة موجية وهي المعادلة التفاضلية الجزئية من الدرجة الثانية : إنها معادلة دالمبير. في بعد واحد، هذه المعادلة تكتب على الشكل التالي:
{\displaystyle {\frac {\partial ^{2}u}{\partial x^{2}}}-{\frac {1}{v^{2}}}{\frac {\partial ^{2}u}{\partial t^{2}}}=0.}
هذه العلاقة تنمذج الموجة المنتشرة التي تتحرك بسرعة v في غياب آليات الخمود أو التخفيف من حدتها. عن أي دالة f و g (التي يفترض أن تكون منتظمة)، الحل يكتب
{\displaystyle u(x,t)=f(x+vt)+g(x-vt)}
هذا الحل u(x,t) هو دالة من فضاء غير معروف x وزمن غير معروف t.

## الظواهر التي تؤثر على انتشار الموجات
- الانعكاس
- الانكسار
- التبعثر
- تداخل الموجات
- الحيود